# À tout jamais
«À tout jamais» (с фр. — «Навсегда») — песня, записанная французской певицей Милен Фармер для её двенадцатого студийного альбома L’Emprise. Песня была написана Милен в соавторстве с французским музыкантом Woodkid’ом.

## Предыстория и релиз
В конце августа 2022 года лейбл Hashtag NP начал делиться в соцсетях строчками из предположительно новой песни. Позже радиостанция Nostalgie подтвердила выход новой песни 26 августа. Также стало известно название и показана обложка с новым готическим логотипом (авторы Робин Питчон и Регулар). За день до релиза был представлен тизер песни, который смог в считанные минуты попасть в тренды YouTube Франции.
Песня была выпущена в качестве ведущего сингла 26 августа 2022 года. 30 сентября был представлен макси-сингл с ремиксами на песню на компакт-диске и виниловой пластинке.
Во Франции песня дебютировала на 90-й строчке официального чарта, а после выпуска ремиксов поднялась до 10-й, в Валлонии песня добралась до 18-й.

## Отзывы критиков
Лена Люто из газеты Le Figaro заявила, что «À tout jamais» — тёмная и светлая песня одновременно, в ней Фармер обновляет себя, возвращаясь к своим ранним готическим увлечениям, она также назвала данную песню очень успешным первым синглом. Марго Бонфилс из France Info назвала песню «мрачным ультрасовременным электропоп-откровением, реквиемом, чтобы начать всё сначала».

## Музыкальные видео
Официальный видеоклип был выпущен 12 сентября 2022 года, его режиссёром стал Тобиас Гримьер.

## Версии и ремиксы
Цифровая загрузка, стриминг
1. «À tout jamais» — 3:46

CD maxi, цифровая загрузка, стриминг
1. «À tout jamais» — 3:46
2. «À tout jamais» (NPD’S Remix by Philip Larsen) — 4:44
3. «À tout jamais» (D Remix — Distortion Remix by Vitalic) — 4:40
4. «À tout jamais» (MM Remix — Master Manipulation Remix by Motherweshare) — 5:49
5. «À tout jamais» (Control Remix by Fragrance) — 4:01
6. «À tout jamais» (Instrumental Version) — 3:46

LP maxi
A1. «À tout jamais» (NPD’S Remix by Philip Larsen) — 4:43
A2. «À tout jamais» (MM Remix — Master Manipulation Remix by Motherweshare) — 5:48
B1. «À tout jamais» (D Remix — Distortion Remix by Vitalic) — 4:40
B2. «À tout jamais» (Control Remix by Fragrance) — 4:00
B3. «À tout jamais» — 3:45

## Чарты
| Чарт (2022)                    | Высшая позиция |
| ------------------------------ | -------------- |
| Бельгия/Валлония (Ultratop 50) | 18             |
| Франция (SNEP)                 | 10             |
| Франция (SNEP — Radio)         | 31             |

## История релиза
| Регион  | Дата             | Формат                              | Версия   | Лейбл                       | Ист.   |
| ------- | ---------------- | ----------------------------------- | -------- | --------------------------- | ------ |
| Мир     | 26 августа 2022  | цифровая загрузка, стриминг         | Оригинал | Stuffed Monkey (Sony Music) | [ 12 ] |
| Франция | 30 сентября 2022 | CD, LP, цифровая загрузка, стриминг | Ремиксы  | Stuffed Monkey (Sony Music) | [ 7 ]  |